# Sopečné jezero

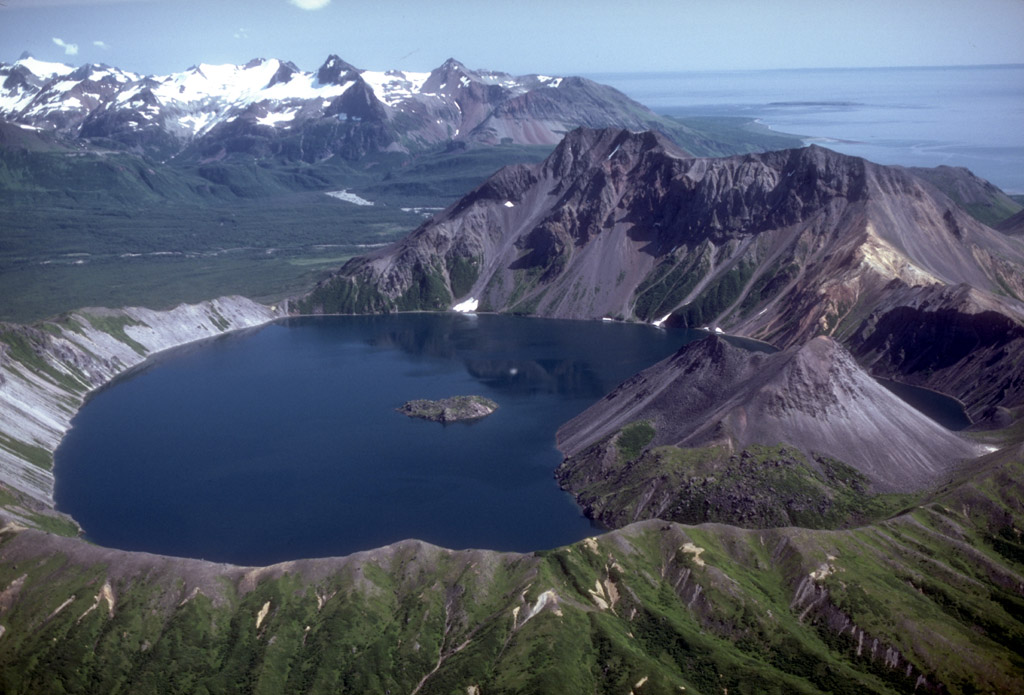
Jezero vzniklé v sopce Mount Kaguyak na Aljašce

Sopečné jezero je druh jezera, které vzniklo v důsledku sopečné činnosti. Obvykle má kulatý tvar, menší rozlohu a je poměrně hluboké. Napájené je atmosférickými srážkami. Pokud je pod jezerem stále aktivní vulkanismus, může být teplota vody v jezeře vyšší než je pro danou oblast typické. V jiných případech může být voda v jezeře nasycena sopečnými plyny či v extrémním případě se místo vody mohou objevovat slabé nebo silné kyseliny a jezero tak může být tvořeno například slabě koncentrovanou kyselinou sírovou. Studium chemického složení vody jezera dává jednu z možností, jak mohou vulkanologové získat informace o magmatu v podloží či o případné nadcházející sopečné erupci.
Některá sopečná jezera jsou schopna zadržovat na svém dně sopečné plyny, které tak nemohou unikat pozvolna do okolí. Při náhlé změně hydrostatického tlaku (například vlivem deště) se pak plyn může náhle uvolnit a expandovat do okolí. Některé ze sopečných plynů mohou být pro člověka jedovaté a mohou tak způsobit katastrofu, jako se tomu stalo například v roce 1986 na jezeře Nyos v Kamerunu. V případě jiných jezer hrozí akutní nebezpečí, že v případě opětovné sopečné exploze, může dojít ke smíšení zadržované vody a úlomků hornin a vzniku ničivých laharů.

## Typy
- kráterová
  - v kráteru
  - v kaldeře
  - v maaru
- hrazená lávovými proudy

## Výskyt
Katalog aktivních sopek světa (Catalog of Active Volcanoes of the World) uvádí, že se sopečná jezera na povrchu Země nachází na přibližně 16 % ze 714 holocenních sopek rozšířené po celém světě.

### Příklady
- Albano (Itálie)
- Cuicocha (Ekvádor)
- Kerið (Island)
- Kráterové jezero (Oregon, USA)
- Nyos (Kamerun)
- Nikaragua (Nikaragua)
- Taupo (Nový Zéland)
- Toba (Sumatra, Indonésie)
- Tazawa, Towada (Japonsko)
- Nebeské jezero v kráteru Pektusan (Severní Korea, ČLR)
- jezero v kráteru Kelut (Indonésie)
- jezero v kráteru Irazú (Kostarika)
- jezero v kráteru Pinatubo (Filipíny)
- jezero v kráteru Keli Mutu (Indonésie)
- jezero v kráteru Rano Kau (Velikonoční ostrov)
- jezero v kráteru Rano Raraku (Velikonoční ostrov)
- jezero v kaldeře Coatepeque (Salvador)
- jezero v kaldeře Kurilské jezero (Rusko)
- kaldera Narugo, pH 1,6

## Vlastnosti
U přibližně 40 jezer bylo zaznamenáno, že voda v jezeře mívá vyšší teplotu než je teplota okolního vzduchu a jen několik jezer na světě mívá teplotu alespoň po část roku nad ~45 až 50 °C. Bylo taktéž pozorováno, že pokud je voda v jezeře teplejší, jsou taková jezera teplotně homogenní. V případě, že je voda studená, je naopak stratifikováno.
Sopečná jezera jsou taktéž charakteristická různou barvou vody, která se v nich nachází. Například jezero Crater Lake v americkém Oregonu je charakteristické modrou barvou, voda v jezeře Kawah Ijen má tyrkysově zelenou barvu či voda v jezeře Oyunuma je černá. V některých případech není barva vody v čase konstantní, ale postupně se mění v závislosti na vzrůstající či klesající sopečné aktivitě.